# Hugo Marx (Jurist)
Hugo Marx (geboren 27. Juni 1892 in Heidelberg; gestorben 15. September 1979 in Basel) war ein deutscher Jurist und Publizist.

## Leben
Hugo Marx wuchs in einer jüdischen Familie auf; er war ein Sohn des Kaufmanns Isaak Marx (1858–1935) und der Friede Mayer (1870–1940). Marx studierte Jura in Heidelberg und Freiburg. 1919 wurde er Staatsanwalt am Amtsgericht Heidelberg, 1921 am Amtsgericht Mannheim. Von 1927 bis 1933 war er Richter am Arbeitsgericht Mannheim. 1933 wurde er aus dem Justizdienst entlassen und emigrierte in die Schweiz. 1934 floh er nach Paris, wo er 1934 eine licencié en droit erhielt. 1937 wurde er in Brüssel zum docteur en droit promoviert. Er war von 1937 bis 1940 Vorsitzender des „Hilfswerks der Arbeitsgemeinschaft von Juden aus Deutschland“. 
Im Mai 1940 floh er nach Südfrankreich, wo er zeitweise von den Franzosen interniert wurde. Anfang 1941 gelang ihm mit einem Notvisum die Flucht über Nordafrika und Portugal in die USA, wo er 1946 eingebürgert wurde. 1942 bis 1944 arbeitete er als Sekretär für das „German-Jewish Representative Committee“ des Jüdischen Weltkongresses (WJC).
1960 zog er in die Schweiz.

## Schriften (Auswahl)
- Was wird werden? Das Schicksal der Juden in der sozialen Krise. Wiesbaden 1932, OCLC 123244441.
- Das Judentum der Gegenwart. Zürich 1937, OCLC 703824194.
- Die Flucht. Jüdisches Schicksal 1940. Düsseldorf 1955, OCLC 600820829.
- Werdegang eines jüdischen Staatsanwalts und Richters in Baden (1892–1933). Ein soziologisch-politisches Zeitbild. Villingen 1965, OCLC 3055984.